# Slowakische Grenzübergänge in die Nachbarstaaten

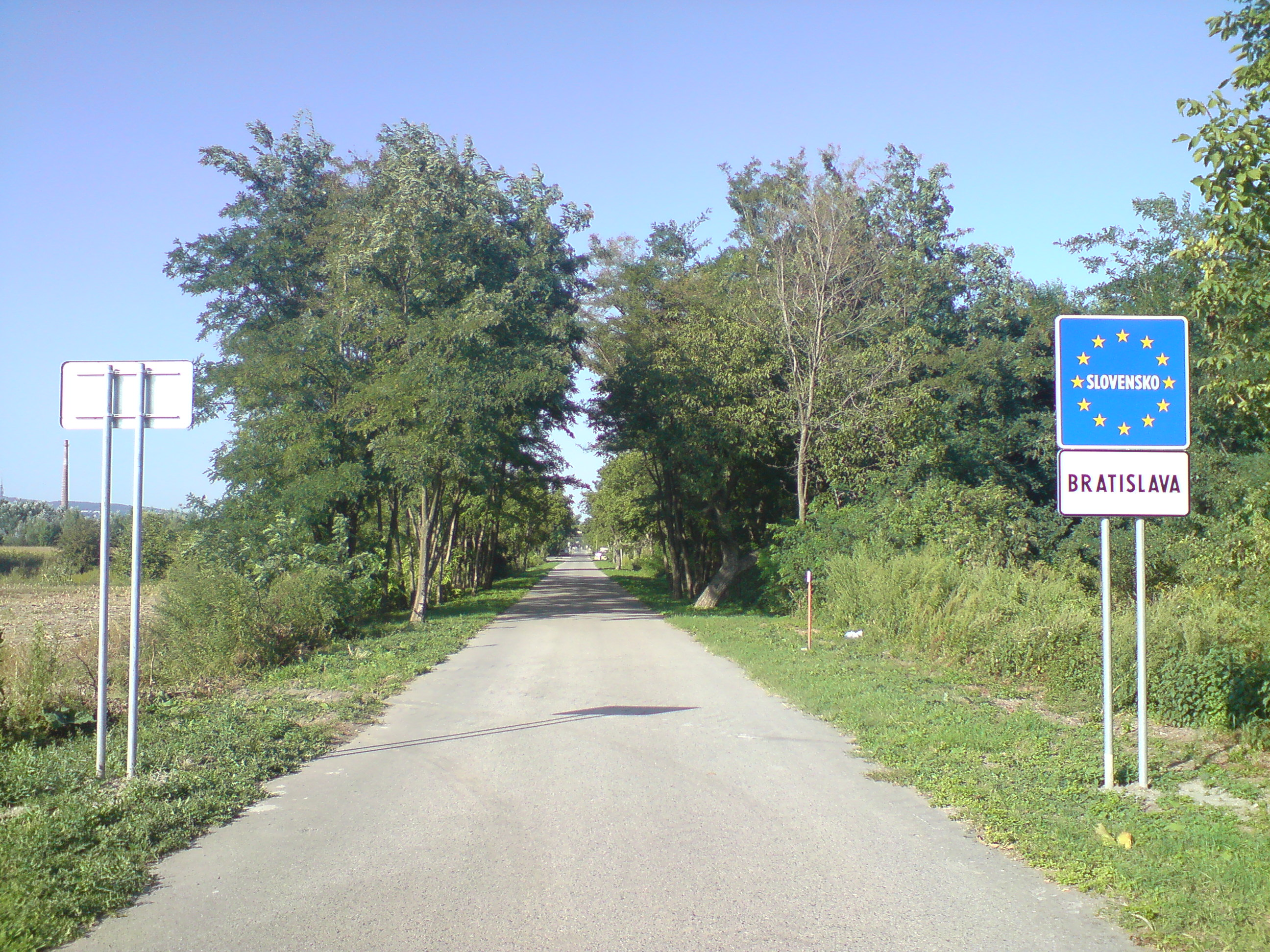
Eine Schengen-Grenze, hier zwischen Kittsee und Bratislava-Petržalka

Die Slowakei ist seit 21. Dezember 2007 Teil des Schengen-Raumes und liegt an der EU-Außengrenze, sodass Grenzkontrollen an den Staatsgrenzen nur mehr an den Grenzübergängen in die Ukraine aufrecht sind. In den Jahren von 1993 bis 2007 unterhielt die Slowakei ebenfalls Grenzkontrollen an den Grenzübergängen zu den Nachbarstaaten Österreich, Polen, Tschechien und Ungarn.

## Übersicht
Als Nachfolgestaat der Tschechoslowakei übernahm die Slowakei nach ihrer Gründung zum 1. Januar 1993 die Grenzübergänge zu Österreich, Polen, Ungarn und der Ukraine. Neu errichtet wurden die Grenzübergänge zu Tschechien. Mit dem EU-Beitritt und der damit zusammenhängenden Eingliederung der Slowakei in den Europäischen Binnenmarkt, bzw. in die Zollunion, wurden seit dem EU-Beitritt an den EU-Grenzübergängen keine Zollkontrollen mehr durchgeführt. Aufgrund der Überführung des Schengener Abkommens in den rechtlichen Rahmen der EU im Jahr 1999 durch ein Protokoll zum Vertrag von Amsterdam, bedeutete der EU-Beitritt der Slowakei gleichzeitig die Übernahme des Schengen-Besitzstands. Die rechtlichen Vorschriften unterlagen noch bis zum 21. Dezember 2007 einer Übergangsfrist, deren Ablaufen den Wegfall der Grenzkontrollen an den Staatsgrenzen zu anderen EU-Mitgliedstaaten bedeutete. Auf Flughäfen wurden bei Flügen innerhalb des Schengen-Raumes die Grenzkontrollen zum 30. März 2008 abgeschafft.
Die Slowakei hat folgende Grenzlängen zu den Nachbarländern:
- Tschechien – 265 km
- Polen – 597 km
- Ukraine – 98 km
- Ungarn – 679 km
- Österreich – 127 km

## Tschechien

Tschechien

Alle Grenzübergänge entstanden nach dem 1. Januar 1993, dem Datum der Teilung der ehemaligen Tschechoslowakei.

### Straßen- und Wegübergänge

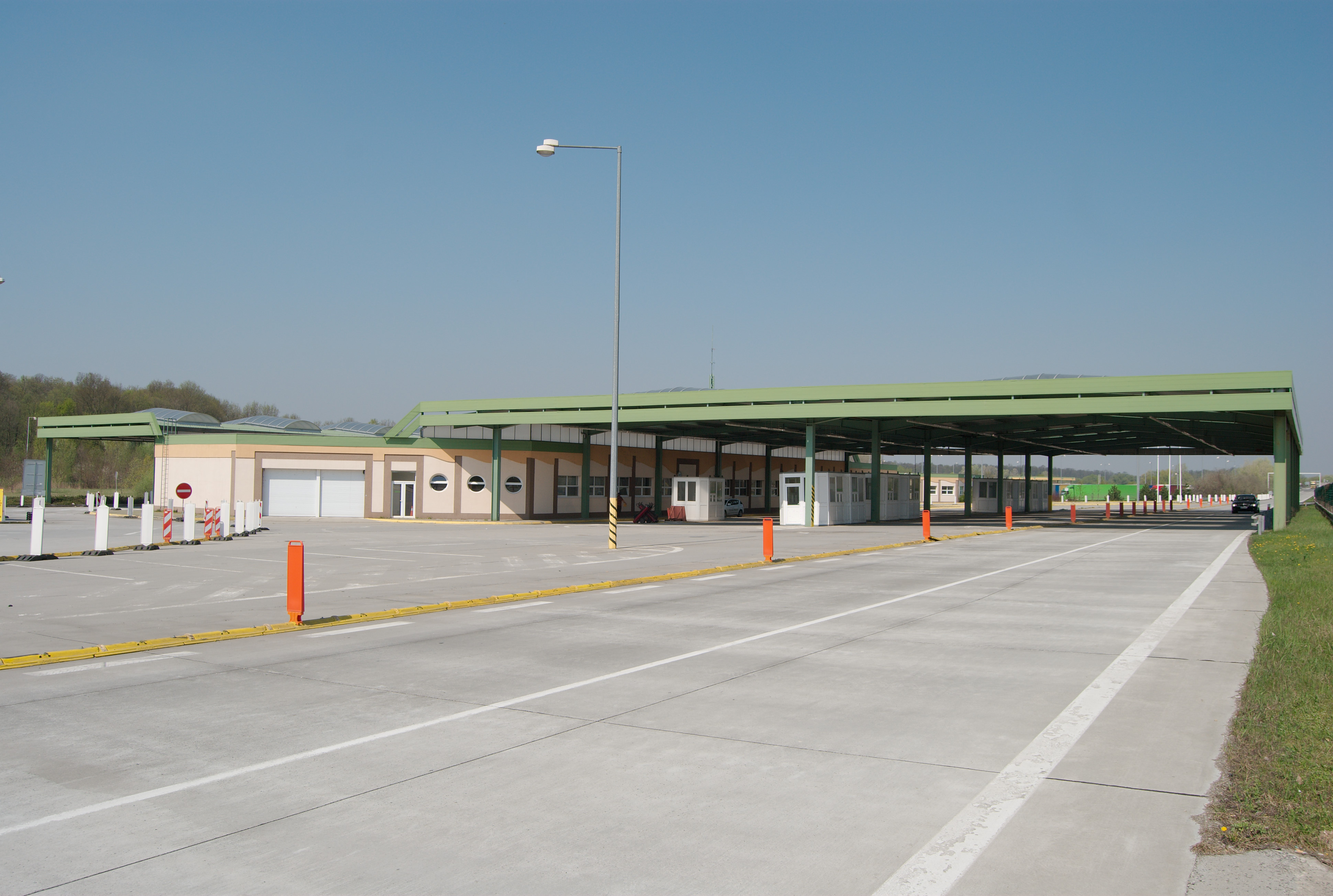
Grenzübergang auf der Autobahn D2 bei Kúty

| Grenzübergang     | Ort in Tschechien  | Art des Überganges | bis | Bemerkung             |
| ----------------- | ------------------ | ------------------ | --- | --------------------- |
| Svrčinovec        | Mosty u Jablunkova | – ()               | *   | Anbindung der geplant |
| Čadca-Milošová    | Šance              | Straße             | *   |                       |
| Klokočov          | Bílá               | – 484              | *   |                       |
| Makov             | Horní Bečva        | – ()               | *   |                       |
| Makov             | Velké Karlovice    | – 487              | *   |                       |
| Lysá pod Makytou  | Střelná            | –                  | *   |                       |
| Lysá pod Makytou  | Střelná            | –                  | *   | geplant               |
| Červený Kameň     | Nedašova Lhota     | Straße             | *   | nur Pkw               |
| Horné Srnie       | Brumov-Bylnice     | –                  | *   | nur Pkw               |
| Drietoma          | Starý Hrozenkov    | – ()               | *   |                       |
| Nová Bošáca       | Březová            | Straße             | *   | nur Pkw               |
| Moravské Lieskové | Strání             | –                  | *   | nur Pkw               |
| Vrbovce           | Velká nad Veličkou | –                  | *   | nur Pkw               |
| Skalica           | Sudoměřice         | –                  | *   | nur Pkw               |
| Holíč             | Hodonín            | –                  | *   | nur Pkw               |
| Brodské           | Lanžhot            | – 425              | *   | nur Pkw               |
| Brodské           | Lanžhot            | – ()               | *   |                       |

### Eisenbahnübergänge
| letzte Station in der Slowakei | erste Station in Tschechien       | eröffnet | aufgelassen | Bahnstrecke                                         | Kilometer | Bemerkung                      |
| ------------------------------ | --------------------------------- | -------- | ----------- | --------------------------------------------------- | --------- | ------------------------------ |
| Čadca                          | Mosty u Jablunkova (Jablunkapass) | 1871     |             | Bahnstrecke Žilina–Bohumín                          |           |                                |
| Lúky pod Makytou               | Horní Lideč (Lissapass)           | 1937     |             | Bahnstrecke Púchov–Horní Lideč                      |           |                                |
| Horné Srnie                    | Vlárský průsmyk                   | 1888     |             | Bahnstrecke Brno–Vlárský průsmyk                    |           |                                |
| Vrbovce                        | Velká nad Veličkou                | 1929     |             | Bahnstrecke Nové Mesto nad Váhom–Veselí nad Moravou |           |                                |
| Skalica                        | Sudoměřice nad Moravou            | 1893     |             | Bahnstrecke Devínska Nová Ves–Skalica na Slovensku  |           | kein Personenverkehr seit 2004 |
| Holíč                          | Hodonín                           | 1891     |             | Bahnstrecke Hodonín–Holíč nad Moravou               |           | kein Personenverkehr seit 2004 |
| Kúty                           | Lanžhot                           | 1900     |             | Bahnstrecke Břeclav–Kúty                            |           |                                |

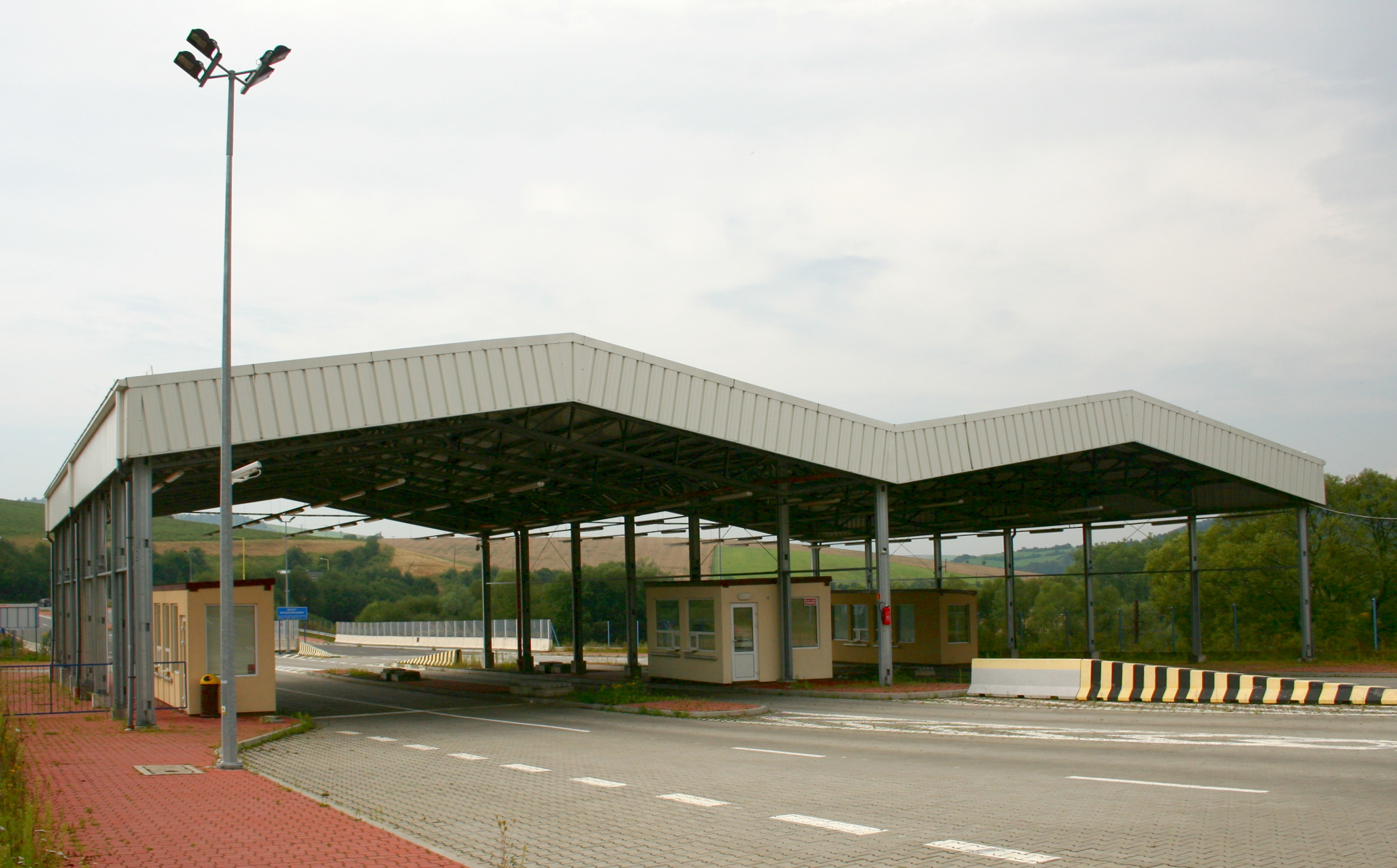
Grenzübergang Čirč-Leluchów

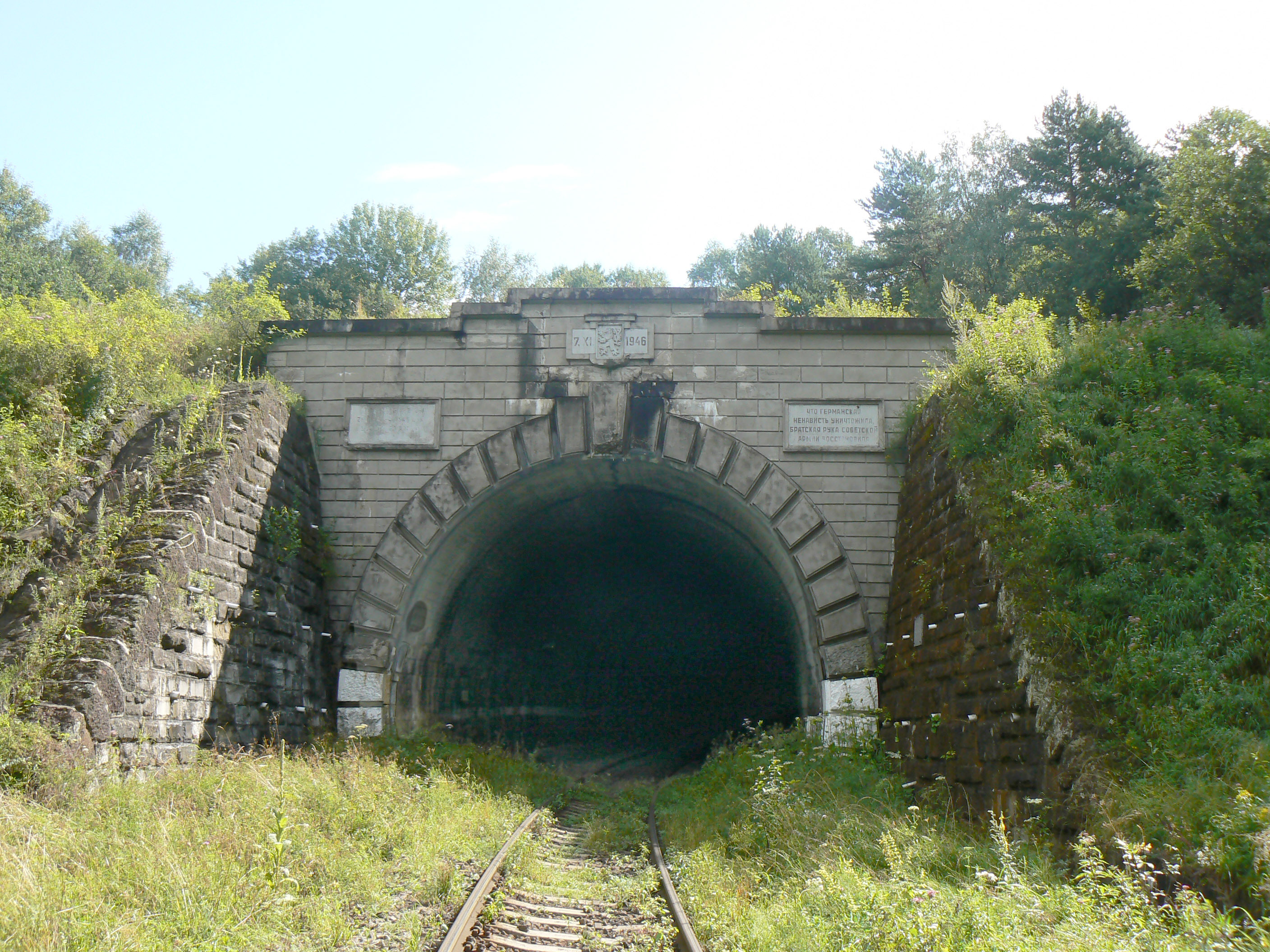
Tunnel unter dem Lupków-Pass auf der Strecke Medzilaborce – Sanok

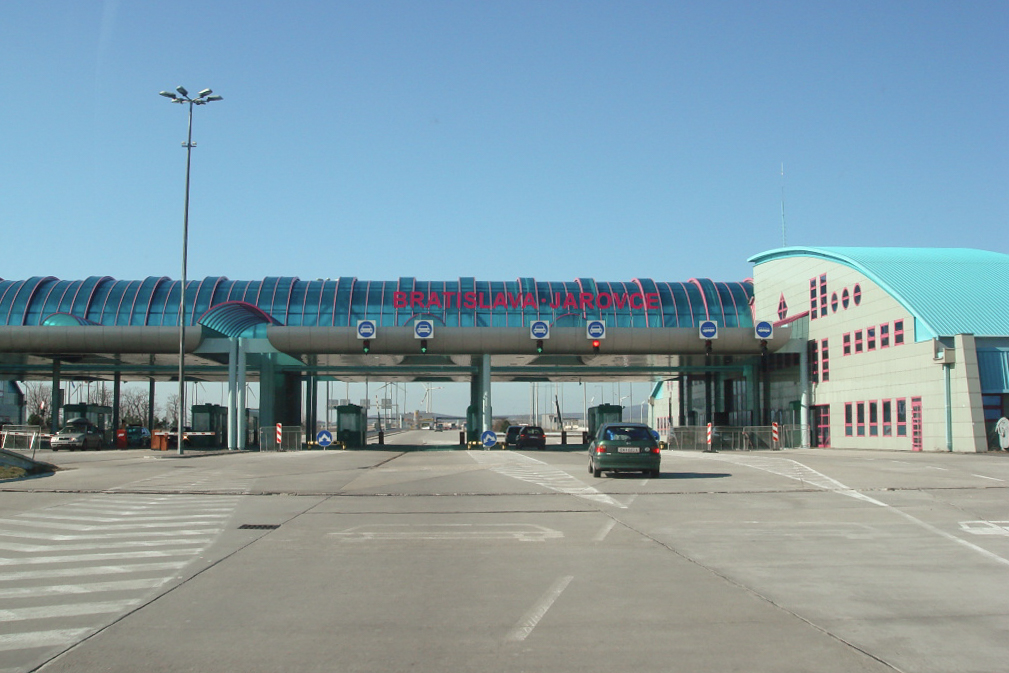
Autobahngrenzübergang Jarovce-Kittsee (D4-A6)

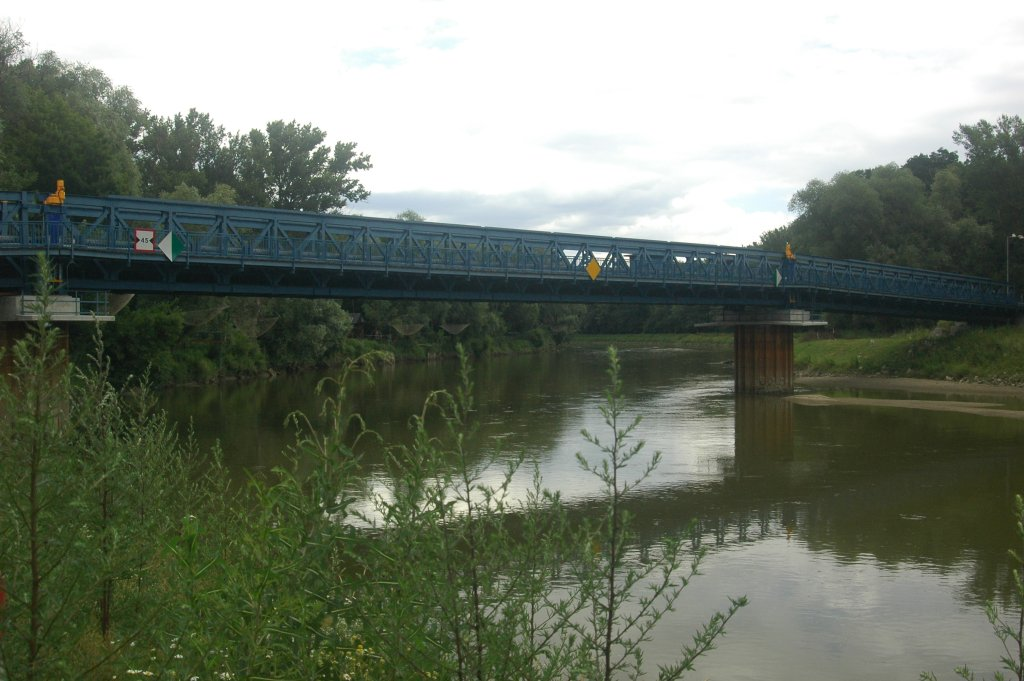
Straßenbrücke über die March bei Hohenau

* Die Grenzkontrollen wurden im Zuge der Schengen-Erweiterung zum 21. Dezember 2007 eingestellt

## Polen

Polen

### Straßen- und Wegübergänge
| Grenzübergang       | Ort in Polen    | Art des Überganges | bis | Bemerkung |
| ------------------- | --------------- | ------------------ | --- | --------- |
| Skalité             | Zwardoń-Myto    | –                  | *   | nur Pkw   |
| Skalité             | Zwardoń-Myto    | –                  | *   |           |
| Novoť               | Ujsoły          | Straße             | *   | nur Pkw   |
| Oravská Polhora     | Korbielów       | –                  | *   | nur Pkw   |
| Trstená             | Chyżne          | – ()               | *   |           |
| Suchá Hora          | Chochołów       | –                  | *   | nur Pkw   |
| Tatranská Javorina  | Łysa Polana     | Straße –           | *   | < 7,5 t   |
| Podspády            | Jurgów          | –                  | *   |           |
| Lysá nad Dunajcom   | Niedzica        | – Straße           | *   | nur Pkw   |
| Mníšek nad Popradom | Piwniczna-Zdrój | –                  | *   | nur Pkw   |
| Čirč                | Leluchów        | – Straße           | *   |           |
| Kurov               | Muszynka        | Straße             | *   | < 7,5 t   |
| Becherov            | Konieczna       | –                  | *   | nur Pkw   |
| Vyšný Komárnik      | Barwinek        | –                  | *   | geplant   |
| Vyšný Komárnik      | Barwinek        | – (, Duklapass)    | *   |           |
| Palota              | Radoszyce       | – Straße           | *   | nur Pkw   |

* Die Grenzkontrollen wurden im Zuge der Schengen-Erweiterung zum 21. Dezember 2007 eingestellt

### Eisenbahnübergänge
| letzte Station in der Slowakei | erste Station in Polen | eröffnet | aufgelassen | Bahnstrecke                      | Kilometer | Bemerkung                             |
| ------------------------------ | ---------------------- | -------- | ----------- | -------------------------------- | --------- | ------------------------------------- |
| Skalité                        | Zwardoń                | 1884     | *           | Bahnstrecke Čadca–Zwardoń        |           |                                       |
| Suchá Hora                     | Podczerwone            | 1899     | 1975        | Bahnstrecke Kraľovany–Suchá Hora |           |                                       |
| Plaveč                         | Muszyna                | 1876     | *           | Bahnstrecke Kysak–Muszyna        | 75,932    | kein Personenverkehr                  |
| Medzilaborce                   | Łupków                 | 1874     | *           | Bahnstrecke Michaľany–Łupków     |           | Nur Wochenendverkehr in Sommermonaten |

* Die Grenzkontrollen wurden im Zuge der Schengen-Erweiterung zum 21. Dezember 2007 eingestellt

## Ukraine
Die Grenzübergänge in die Ukraine sind Grenzübergänge an der EU-Außengrenze.

### Straßen- und Wegübergänge
| Grenzübergang    | Ort in der Ukraine | Art des Überganges | bis | Bemerkung                         |
| ---------------- | ------------------ | ------------------ | --- | --------------------------------- |
| Ubľa             | Malyj Beresnyj     | –                  |     | < 3,5 t                           |
| Vyšné Nemecké    | Uschhorod          | – ()               |     | Nicht für Fußgänger und Radfahrer |
| Záhor            | Uschhorod          | – ?                |     | geplant                           |
| Veľké Slemence   | Mali Selmenzi      | Wegübergang        |     | Fußgänger und Radfahrer           |
| Čierna nad Tisou | Tschop             | – Straße           |     | geplant                           |

### Eisenbahnübergänge
| letzte Station in der Slowakei | erste Station in der Ukraine | eröffnet | aufgelassen | Bahnstrecke                  | Kilometer | Bemerkung        |
| ------------------------------ | ---------------------------- | -------- | ----------- | ---------------------------- | --------- | ---------------- |
| Maťovce                        | Uschhorod                    | 1966     |             | Bahnstrecke Uschhorod–Košice |           | nur Güterverkehr |
| Čierna nad Tisou               | Tschop                       | 1872     |             | Bahnstrecke Košice–Tschop    | 0,0       |                  |

## Ungarn

### Straßen- und Wegübergänge
| Grenzübergang           | Ort in Ungarn   | Art des Überganges | bis | Bemerkung            |
| ----------------------- | --------------- | ------------------ | --- | -------------------- |
| Bratislava (Rusovce)    | Rajka           | – (/)              | *   |                      |
| Bratislava (Rusovce)    | Rajka           | –                  | *   |                      |
| Bratislava (Čunovo)     | Rajka           | Straße             | *   |                      |
| Medveďov                | Vámosszabadi    | – ()               | *   |                      |
| Komárno                 | Komárom         | –                  | *   | Monostor-Brücke      |
| Komárno                 | Komárom         | – 132              | *   | Elisabethbrücke      |
| Štúrovo                 | Esztergom       | –                  | *   | Maria-Valeria-Brücke |
| Salka                   | Letkés          | Straße             | *   | nur Pkw              |
| Šahy                    | Parassapuszta   | –                  | *   | geplant              |
| Šahy                    | Parassapuszta   | – ()               | *   |                      |
| Slovenské Ďarmoty       | Balassagyarmat  | – Straße           | *   |                      |
| Peťov                   | Pösténypuszta   | Straße             | *   | nur Pkw              |
| Trenč                   | Ráróspuszta     | – Straße           | *   | nur Pkw              |
| Kalonda                 | Ipolytarnóc     | – Straße           | *   | nur Pkw              |
| Šiatorská Bukovinka     | Somoskőújfalu   | –                  | *   |                      |
| Tachty                  | Cered           | Straße             | *   | nur Pkw              |
| Kráľ                    | Bánréve         | –                  | *   |                      |
| Domica                  | Aggtelek        | – Straße           | *   | nur Pkw              |
| Hosťovce                | Tornanádaska    | Straße –           | *   | nur Pkw              |
| Buzica                  | Szemere         | Straße             | *   | nur Pkw              |
| Milhosť                 | Tornyosnémeti   | –                  | *   |                      |
| Milhosť                 | Tornyosnémeti   | – ()               | *   |                      |
| Trstené pri Hornáde     | Kéked           | Straße             | *   | nur Pkw              |
| Skároš                  | Hollóháza       | Straße             | *   | nur Pkw              |
| Slovenské Nové Mesto    | Sátoraljaújhely | –                  | *   |                      |
| Slovenské Nové Mesto II | Sátoraljaújhely | – Straße           | *   |                      |
| Veľký Kamenec           | Pácin           | Straße             | *   | nur Pkw              |
| Pribeník                | Lácacséke       | Straße             | *   | nur Pkw              |
| Veľké Trakany           | Zemplénagárd    | Straße             | *   | nur Pkw              |

* Die Grenzkontrollen wurden im Zuge der Schengen-Erweiterung zum 21. Dezember 2007 eingestellt

### Eisenbahnübergänge
| letzte Station in der Slowakei | erste Station in Ungarn | eröffnet | aufgelassen | Bahnstrecke                        | Kilometer | Bemerkung                   |
| ------------------------------ | ----------------------- | -------- | ----------- | ---------------------------------- | --------- | --------------------------- |
| Bratislava (Rusovce)           | Rajka                   | 1891     | *           | Bahnstrecke Bratislava–Hegyeshalom | 23,35     |                             |
| Komárno                        | Komárom                 | 1910     | *           | Donaubrücke (Barátság híd)         |           | nur Frachtverkehr           |
| Šturovo                        | Szob                    | 1850     | *           | Bahnstrecke Bratislava–Budapest    | 203       |                             |
| Pastovce                       | Nagybörzsöny            | 1885     | 1918        | Schmalspurbahn                     |           |                             |
| Šahy                           | Hont                    | 1886     | 1945        |                                    |           |                             |
| Bušince                        | Nógrádszakál            | ?        | *           |                                    |           | nur Frachtverkehr           |
| Kalonda                        | Ipolytarnóc             | ?        | *           |                                    |           | nur Frachtverkehr           |
| Šiatorská Bukovinka            | Somoskőújfalu           | 1871     | *           | Bahnstrecke Filákovo-Hatvan        |           | nur Frachtverkehr           |
| Lenartovce                     | Bánréve                 | 1873     | *           |                                    |           | nur Frachtverkehr           |
| Turňa nad Bodvou               | Hidvégardó              | 1890     | *           |                                    |           | nur Frachtverkehr           |
| Kechnec                        | Hidasnémeti             | 1860     | *           | Bahnstrecke Miskolc–Košice         |           |                             |
| Slovenské Nové Mesto           | Sátoraljaújhely         | 1872     | *           |                                    |           | nur Frachtverkehr           |
| Pribeník                       | Zemplénagárd            | ?        | ?           |                                    |           | Schmalspurbahn, aufgelassen |

* Die Grenzkontrollen wurden im Zuge der Schengen-Erweiterung zum 21. Dezember 2007 eingestellt

## Österreich

Österreich

Von den sieben Straßen- und Wegübergängen von Niederösterreich bzw. vom Burgenland zur Slowakei führen sechs direkt in die Hauptstadt Bratislava.

### Straßen- und Wegübergänge
| Grenzübergang                  | Ort in Österreich         | Art des Überganges         | bis | Bemerkung               |
| ------------------------------ | ------------------------- | -------------------------- | --- | ----------------------- |
| Moravský Svätý Ján             | Hohenau an der March (NÖ) | Brücke                     | *   | nur Pkw                 |
| Vysoká pri Morave              | Marchegg (NÖ)             | VysoMarch-Brücke           | *   | Fußgänger und Radfahrer |
| Bratislava                     | Marchegg (NÖ)             | –                          |     | geplant                 |
| Bratislava (Devínska Nová Ves) | Schloss Hof (NÖ)          | Fahrradbrücke der Freiheit | *   | Fußgänger und Radfahrer |
| Bratislava (Petržalka)         | Berg (NÖ)                 | –                          | *   |                         |
| Bratislava (Petržalka)         | Kittsee (B)               | Straße                     | *   | **                      |
| Bratislava (Jarovce)           | Kittsee (B)               | Straße                     | *   | **                      |
| Bratislava (Jarovce)           | Kittsee (B)               | – ()                       | *   |                         |

* Die Grenzkontrollen wurden im Zuge der Schengen-Erweiterung zum 21. Dezember 2007 eingestellt und während der Fußball-Europameisterschaft 2008 noch einmal reaktiviert.

** Während die anderen Grenzübergänge vom jeweiligen Eigentümer (BIG oder Gemeinden) verkauft werden, bleibt das Gebäude am Grenzübergang in Kittsee auf Grund internationaler Verträge im Besitz der BIG.

### Eisenbahnübergänge
| letzte Station in der Slowakei | erste Station in Österreich | eröffnet               | aufgelassen   | Bahnstrecke        | Kilometer | Bemerkung |
| ------------------------------ | --------------------------- | ---------------------- | ------------- | ------------------ | --------- | --------- |
| Devínska Nová Ves              | Marchegg (NÖ )              | 10. August 1848        | *             | Marchegger Ostbahn | 37,9      |           |
| Bratislava / Pressburg         | Berg (NÖ)                   | 22. Jänner 1914        | 3. April 1945 | Pressburger Bahn   | 60,9      |           |
| Bratislava Petržalka / Engerau | Kittsee (Burgenland)        | 1897 15. Dezember 1998 | 1945 *        | Kittseer Ostbahn   | 1,8       |           |

* Die Grenzkontrollen wurden im Zuge der Schengen-Erweiterung zum 21. Dezember 2007 eingestellt und während der Fußball-Europameisterschaft 2008 noch einmal reaktiviert.

### Sonstige Übergänge
| Grenzübergang | Ort im Nachbarstaat      | Art des Überganges | bis | Bemerkung |
| ------------- | ------------------------ | ------------------ | --- | --------- |
| Záhorská Ves  | Angern an der March (NÖ) | Fähre              | *   | March     |
| Bratislava    | Hainburg (NÖ)            | Schifffahrt        | *   | Donau     |

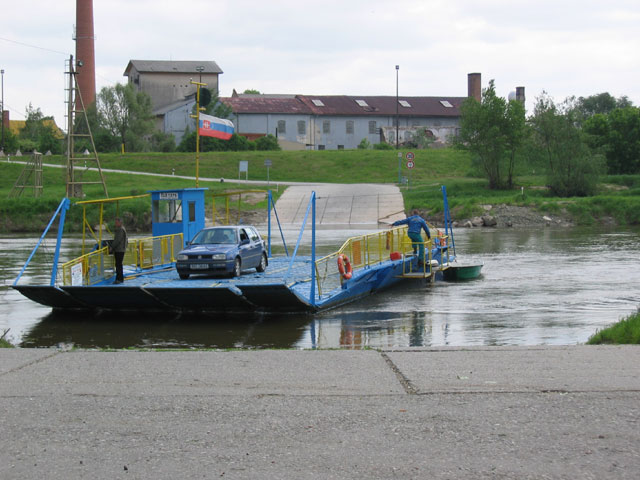
Fähre über die March zwischen Záhorská Ves und Angern an der March

* Die Grenzkontrollen wurden im Zuge der Schengen-Erweiterung zum 21. Dezember 2007 eingestellt und während der Fußball-Europameisterschaft 2008 noch einmal reaktiviert.